# Norbert Loba
Norbert Loba – polski pułkownik rezerwy, były oficer służb specjalnych z ponad 25-letnim stażem. Pełnił służbę w Urzędzie Ochrony Państwa (1997–2002), Agencji Bezpieczeństwa Wewnętrznego (2002–2007 i 2013–2022) oraz Centralnym Biurze Antykorupcyjnym (2007–2013).

## Życiorys
W latach 2015–2022 pełnił funkcję Zastępcy Szefa Agencji Bezpieczeństwa Wewnętrznego, gdzie odpowiadał za problematykę kontrwywiadu oraz ekonomiczne bezpieczeństwo państwa. Nadzorował działania o charakterze procesowym, ochronę informacji niejawnych oraz prace informacyjno-analityczne w strukturach ABW. Jego kadencja obejmowała m.in. okres organizacji Szczytu NATO w Warszawie i Światowych Dni Młodzieży. 1 lutego 2022 roku zakończył służbę w ABW na własny wniosek, pozostając w służbie rezerwowej. 
Po odejściu z ABW, w latach 2022–2024 był zatrudniony jako pełnomocnik-doradca Zarządu w PGE Polska Grupa Energetyczna S.A. Odpowiadał za projekty strategiczne, w tym morską energetykę wiatrową oraz budowę elektrowni jądrowej. Jego zadania obejmowały bezpieczeństwo strategiczne i biznesowe projektów, krajowe i międzynarodowe uwarunkowania prawne (m.in. w kontekście infrastruktury krytycznej w Polsce) oraz budowanie relacji z administracją państwową, w tym służbami specjalnymi. 
Od lutego 2025 sprawuje funkcję prezesa zarządu Frontline Foundation, której misją jest formułowanie i promowanie rozwiązań prawnoustrojowych wzmacniających bezpieczeństwo zewnętrzne i wewnętrzne Rzeczypospolitej Polskiej w ramach sojuszniczych relacji transatlantyckich i europejskich.